# Финк, Лев Матвеевич
Лев Матве́евич Финк (11 февраля 1910, Киев — 8 декабря 1988, Ленинград) — советский учёный в области теории связи и теории передачи сигналов. Доктор технических наук, профессор. Лауреат Сталинской премии первой степени. Внёс фундаментальный вклад в теорию оптимального приёма и теорию потенциальной помехоустойчивости.

## Биография

### Довоенный период
Лев Матвеевич Финк родился 11 февраля 1910 года в Киеве, Российская империя. Его отец был строителем, а мать — домашней хозяйкой. Отец до революции служил в частных строительных компаниях. В годы советской власти он работал в Киевском горкомхозе, позже — на различных стройках Ташкента, Новосибирска, Казани и Москвы, занимая должности от прораба до главного инженера и начальника строительства.
С 14 лет Финк увлёкся радиолюбительством. Другим его сильным увлечением в юношеские годы была музыка, к которой у него ещё в детстве проявились незаурядные способности. После окончания школы он по совету родителей поступил в Киевский музыкальный техникум, в котором проучился один год. В 1923 году Л. М. Финк окончил семилетку. В этом же году у него умерла мать.
После окончания школы в 1926 —1928 годах учился в Киевском музыкальном техникуме, а в 1928 году перевелся на композиторский факультет ЛГК имени Н. А. Римского-Корсакова. Параллельно с учебой в консерватории Л. М. Финк работал в кинотеатрах и в театральном училище, выступая в качестве пианиста вместе со своим другом, ставшим позже знаменитым композитором — В. П. Соловьёвым-Седым.
Два года он учился в консерватории, но его тяга к радиотехнике оказалась столь сильной, что в 1930 году он, продолжая учебу в консерватории, поступает на работу в отраслевую вакуумную лабораторию завода «Светлана». К этому времени он уже был опытным радиолюбителем и обладал хорошими теоретическими знаниями. Всего один год потребовался Л. М. Финку, чтобы освоить инженерную специальность. В 1931 году он, несмотря на отсутствие диплома об инженерном образовании, был назначен на должность инженера, а затем — старшего инженера. В этом же году ему пришлось оставить занятия в консерватории, так как он уже не мог совмещать учёбу с работой.
В 1931 году в «Журнал экспериментальной и теоретической физики» опубликовал первую научную работу Л. М. Финка (в соавторстве с его коллегой по лаборатории С. В. Птицыным) «О выделении газов из никеля при нагревании в вакууме».
В 1933 году Л. М. Финк был призван на службу в РККА. До декабря 1935 года он служил рядовым в частях ПВО. За два года службы он внёс несколько рационализаторских предложений, а в 1934 году получил два авторских свидетельства на изобретения. В середине 1934 года его как сложившегося специалиста-практика прикомандировывают к ВКАС и направляют на работу в лабораторию телевидения. В 1935 году Л. М. Финк был зачислен слушателем инженерно-радиотехнического факультета ВКАС, который окончил с отличием в 1940 году, получив диплом военного инженера-электрика. После окончания Академии он был назначен преподавателем Ленинградского военного училища связи.

### Разработка радиосредств военной контрпропаганды
С началом Великой Отечественной войны Л. М. Финк в августе 1941 года получает новое назначение — в Научно-исследовательский институт техники связи Красной Армии (НИИТС КА, Москва). В этом институте была организована лаборатория, которую возглавил один из крупнейших отечественных учёных — главный инженер НИИТС КА, профессор Б. П. Асеев. Сотрудниками лаборатории стали известные специалисты в области передающей техники И. Х. Невяжский, М. Г. Марголин, Н. Н. Иванов, а также и Л. М. Финк.
Перед лабораторией была поставлена задача создания радиосредств, позволяющих эффективно вести контрпропаганду на территории Германии. В короткие сроки в лаборатории было разработано устройство, способное с точностью до фазы настраивать наши мощные передатчики на частоту, на которой работали немецкие вещательные станции. Это позволяло в паузах передач гитлеровских вещательных станций вставлять реплики наших дикторов, дезавуировавшие информацию, которая передавалась вражескими станциями.
С началом войны немцы были обязаны сдать свои радиоприёмники. Но взамен они получали «народный приёмник», очень слабенький, рассчитанный на приём лишь местных радиостанций, который был прозван немцами «морда Геббельса», так как по форме он был небольшой, полукруглый, с зияющей впадиной, будто с распахнутым говорящим ртом.
По опубликованным в книге воспоминаниям Рихарда Гипнера, который занимал в 80-х гг. в правительстве Германской Демократической Республики пост заместителя министра иностранных дел, а во время Второй мировой войны работал редактором немецкого отдела московского радио, пропагандистский эффект от применения разработанного отечественными специалистами устройства был поразительным. После часовых выступлений по радио перед миллионной аудиторией гитлеровского министра пропаганды Геббельса, в которых он патетически рассказывал о героизме фашистских солдат, сражающихся «как древние греки у Фермопил», в эфир выходил наш передатчик и диктор объявлял: «Каждые семь секунд в России погибает один немецкий солдат. Герр Геббельс говорил двадцать минут, за это время в России погибло 170 солдат немецкой армии. Среди них мог оказаться твой муж, брат, сын. Долой гитлеровскую войну!»

 
Это вызвало панику в гитлеровских спецслужбах и оживление в среде немецких радиослушателей. Сам Геббельс записал в своем дневнике: 
Вмешательство московской радиостанции в передачи немецкой радиостанции продолжается беспрерывно и производит постепенно крайне неприятное действие.
 Он собирает совещания специалистов из правительства, армии и промышленности — выработать энергичные меры борьбы против этого. Но тщетно. Геббельс уязвлен и делает следующую запись в дневнике: 
Голос по радио из Москвы, вмешивающийся в наши передачи, все ещё слышен. Постепенно это становится публичным скандалом. Все в Германии об этом говорили, и публика постепенно начала видеть в этом нечто вроде спорта и наблюдала внимательно, сумеем ли мы опередить технику большевиков.
Опередить «технику большевиков» не удалось. Попавшие под прицел «накладки» немецкие и финские радиостанции были вынуждены прерывать свои радиопередачи. Обычно они делали это без объяснения причин. Но однажды беспомощный и крайне раздосадованный немецкий ведущий заявил так: «Мы вынуждены прекратить передачу. Русские не умеют воевать. Они умеют только хулиганить».
В 1943 году работа, которую вел Л. М. Финк, была передана НКС СССР, и Лев Матвеевич был прикомандирован к нему. В 1945 году Л. М. Финк находился в составе Советской армии в Маньчжурии. В Наркомате связи (на объекте № 100 — ныне Научно-исследовательский институт радио — НИИР) он работал до 1949 года, а затем получил назначение на должность начальника лаборатории в Военном исследовательском институте в Мытищах.

### Послевоенная деятельность
В 1947 году Л. М. Финк представил к защите в учёный совет радиотехнического факультета МЭИС диссертацию на соискание ученой степени кандидата технических наук. Несмотря на то, что диссертация была успешно защищена, решение факультетского совета не было утверждено учёным советом института.
Вторую кандидатскую диссертационную работу (по специальной тематике) Л. М. Финк защитил на учёном совете ВКАС в 1953 году. К этому времени инженер-подполковник Л. М. Финк уже был известным в стране высококвалифицированным специалистом в области теории и техники радиосвязи и был награждён знаком «Почётный радист».
В 1957 году Л. М. Финк был утвержден в ученом звании доцента на кафедре радиоприёмных устройств ВКАС. В начале 1958 года инженер-полковник Л. М. Финк представил свою докторскую диссертацию на тему «Элементы теории радиотелеграфной связи». Успешная защита докторской диссертации Л. М. Финка состоялась на ученом совете Академии 17 ноября 1959 года.
После защиты диссертации Л. М. Финк продолжал активно вести научную работу. Он опубликовал статьи в ведущих отечественных научных журналах, издал книги по вопросам теории оптимального приёма сигналов в каналах с переменными параметрами, занимался проблемами помехоустойчивого кодирования, руководил научной работой аспирантов.
В 1970 году Л. М. Финк в звании полковника уходит в отставку и начинает работать профессором в ЛЭИС имени М. А. Бонч-Бруевича, продолжая активную преподавательскую и научную деятельность. Как член редакционной коллегии он активно сотрудничает с журналом «Проблемы передачи информации», возглавляет одну из секций Совета по статистической радиотехнике АН СССР, председателем которого был академик Ю. Б. Кобзарев.
Л. М. Финк принимает самое активное участие в работе НТОРЭС имени А. С. Попова, во всесоюзных конференциях по теории кодирования и проводимых в 1970-х годах в СССР международных симпозиумах по теории информации. Во время научных визитов в нашу страну выдающихся учёных современности К. Шеннона и Н. Винера он общается с ними и выступает во время их научных докладов в качестве переводчика.
Он — член различных редакционных советов, специализированных учёных советов. Долгие годы Л. М. Финк руководил секцией «Теории передачи информации» при Ленинградском областном правлении НТОРЭС имени А. С. Попова. Эта секция в настоящее время в честь памяти Л. М. Финка носит его имя, и её возглавляет его ученик, профессор В. И. Коржик.
Всю свою жизнь Л. М. Финк сохранял любовь к музыке и искусству, он сочинил концерт для фортепиано с оркестром. Его близким другом был известный советский дирижер Н. С. Рабинович. Будучи уже признанным учёным, Л. М. Финк прочитал в ЛЭИС курс лекций «Математическая теория музыки», который пользовался большим успехом. У Л. М. Финка была собрана богатая фонотека, содержащая произведения классической музыки выдающихся композиторов от Баха до Шостаковича. Он часто и с наслаждением их прослушивал.
В 1932 году Л. М. Финк женился на драматической актрисе Зинаиде Дмитриевне Старицыной. В 1938 году у них родилась дочь Нора. В 1959 году Зинаида Дмитриевна скончалась, и через два года Л. М. Финк женился второй раз. Его вторая жена — Юлия Алексеевна, с которой он прожил 27 лет, до конца его дней проявляла заботу о нем — человеке совершенно беспомощном в быту.

### Увольнение с кафедры ЛЭИС

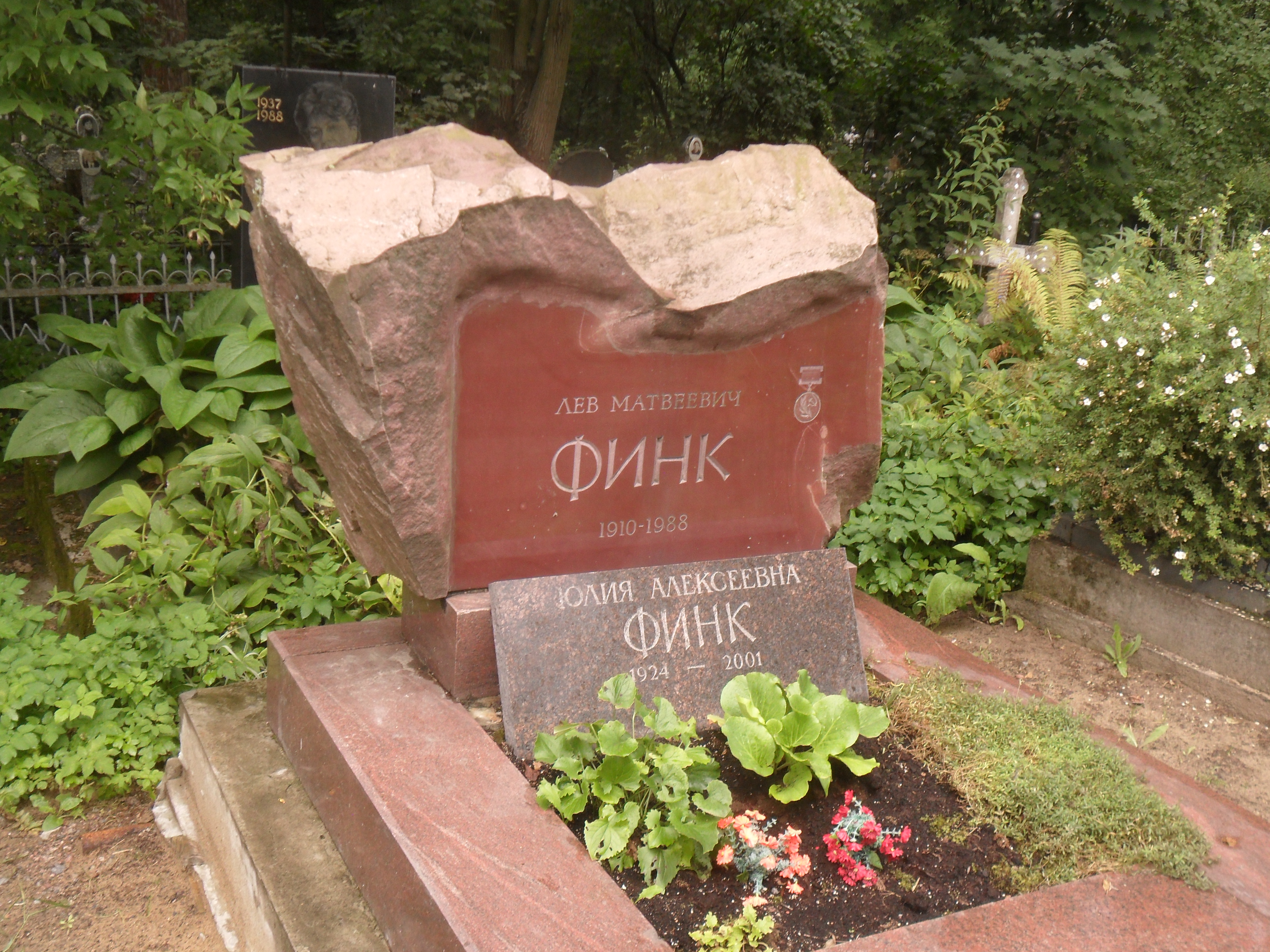
Могила Финка на Серафимовском кладбище Санкт-Петербурга.

В 1979 г. в жизни Л. М. Финка произошли нелёгкие события. Все началось с того, что его дочь вместе с мужем эмигрировали в США. Из-за этого руководство ЛЭИС тут же уволило его с должности профессора кафедры, мотивируя это тем, что он не может воспитывать молодых специалистов, так как не смог должным образом воспитать собственную дочь. И он, выдающийся учёный с мировым именем, был лишён возможности учить студентов. Его перевели на должность старшего научного сотрудника в научно исследовательскую часть института — в Отраслевую научно-исследовательскую лабораторию передачи дискретной информации (ЛПДИ), возглавляемую Ю. Б. Окуневым. Л. М. Финк мужественно и даже философски перенёс опалу и как истинно мудрый человек с удовольствием принялся за работу в ЛПДИ — одной из ведущих исследовательских лабораторий по разработке систем цифровой радиосвязи. В ЛПДИ работало немало бывших учеников Л. М. Финка, среди которых он и нашёл единомышленников. Он работал в ЛПДИ до самой своей кончины.
Скончался 8 декабря 1988 года. Похоронен в Санкт-Петербурге на Серафимовском кладбище.

## Награды и премии
- орден Красного Знамени (1953)
- орден Красной Звезды (1949)
- орден «Знак Почёта» (1943)
- семь медалей
- Сталинская премия I степени (10 апреля 1942) — за изобретение электроприбора, имеющего оборонное значение

## Научная деятельность
К научным исследованиям в области теории связи Л. М. Финк приступил, будучи уже сложившимся специалистом. Изучив докторскую диссертацию Котельникова, он увидел те широкие перспективы, которые открывали идеи созданной В. А. Котельниковым теории потенциальной помехоустойчивости в изучении проблем передачи и приёма сигналов в реальных каналах связи с переменными параметрами.
В своей докторской диссертации он представил фундаментальные научные результаты в области теории оптимального приёма двоичных и многопозиционных сигналов как в каналах с постоянным коэффициентом передачи, но со случайной фазой принимаемого сигнала, так и в каналах с замираниями. Им были детально рассмотрены как одиночный, так и разнесённый приём сигналов. На основе своей докторской диссертации он пишет монографию «Теория передачи дискретных сообщений» (Сов. радио. 1963; 1970), которая стала настольной книгой для нескольких поколений отечественных учёных и инженеров.
В работах Л. М. Финка была определена структура оптимальных демодуляторов и получены формулы, определяющие их помехоустойчивость. Он рассмотрел вопросы некогерентного приёма в приёмных устройствах, оптимальных по Котельникову, и впервые установил важный теоретический результат, определяющий условие обеспечения максимальной помехоустойчивости некогерентного приёма сигналов — их ортогональность в усиленном смысле. Такая ортогональность имеет место, когда ортогональны не только сами передаваемые сигналы, но и их преобразования Гильберта. Им была также исследована помехоустойчивость не только оптимальных, но и других устройств, применяемых на практике. В частности, он исследовал вопросы помехоустойчивости приёма сигналов с частотной манипуляцией с использованием частотного дискриминатора. Подобные исследования были выполнены также американскими учёными В. Беннетом и Дж. Залтцем.
Многие учёные вели исследования помехоустойчивости приёма сигналов с относительной фазовой манипуляцией (ОФМ) и двукратной ОФМ — ДОФМ. Были рассмотрены разные алгоритмы приёма этих сигналов и получены формулы, определяющие вероятность ошибочного приёма, изучено группирование ошибок, свойственное этому методу передачи сигналов, рассмотрены вопросы реализации устройств для их приёма. Весомый вклад в эти исследования был сделан Л. М. Финком. Кроме него в СССР подобные исследования проводили Н. П. Хворостенко, Ю. Б. Окунев и др. Эти учёные исследовали помехоустойчивость разных методов приёма сигналов с ОФМ и ДОФМ как в каналах с постоянными параметрами, так и в каналах с замираниями. Важный результат, относящийся к помехоустойчивости двоичных систем с ФРМ второго порядка при различных методах приёма, был получен Л. М. Финком совместно с Ю. Б. Окуневым в 1984 г. В работе, опубликованной в 9-м номере журнала «Радиотехника», на примере ОФМ второго порядка было впервые показано, что многоэлементный оптимальный приём таких сигналов обеспечивает асимптотическое приближение к идеальному когерентному приёму.
Л. М. Финком были получены оригинальные результаты, относящиеся к вычислению пропускной способности и оптимальному приём в каналах с переменными параметрами. Он не только сам вёл исследования в этой области, но и внимательно и критически следил за научными публикациями других учёных.

### 1950-е годы
В 1950-х годах крупные отечественные учёные — академик А. А. Харкевич и профессор Э. Л. Блох, следуя методу, использованному К. Шенноном, «уточнили» его знаменитую формулу для пропускной способности канала связи. Л. М. Финк был первым, кто заметил ошибку. Дополнительное исследование, которое провели А. А. Харкевич и Э. Л. Блох в ответ на критику Л. М. Финка, показало, что метод, использованный Шенноном для вывода этой формулы, должен быть уточнён, так как строгое следование этому методу действительно приводит к ошибочному результату. Л. М. Финком и В. С. Котовым были получены результаты, определяющие потенциальную помехоустойчивость приёма четырёхпозиционных сигналов с ЧМ (сигналов ДЧТ — двухканального частотного телеграфирования) в каналах с неопределённой фазой при произвольном законе флуктуаций уровня принимаемого сигнала. Идея системы ДЧТ, в которой передача сигналов происходит на четырёх различных частотах, была предложена ещё в 1923 году советским академиком, известным специалистом в области распространения коротких волн А. Н. Щукиным. В 1946 году в СССР инженером И. Ф. Агаповым эта система была реализована и широко применялась в России на линиях коротковолновой связи.
В 1955 году американский учёный П. Элайс предложил свёрточные коды (СК), которые он рассматривал как способ непрерывной обработки информации. В этом же году Л. М. Финком и В. И. Шляпоберским был впервые предложен СК для исправления пакетов ошибок. Это весьма важный класс кодов, которые широко применяются в современных системах связи. Однако поскольку работа Л. М. Финка и В. И. Шляпоберского была опубликована в СССР только в 1966 году (Бюллетень изобретений № 23), то на Западе о результатах наших учёных ничего не было известно. В 1959 году появилась статья американского ученого Д. В. Хагельбергера из знаменитой Белл-лаборатории, в которой было дано подробное описание этих кодов. Статья вызвала большой интерес и стимулировала появление многочисленных работ, посвящённых исследованию СК. Вот почему в настоящее время эти коды в научной литературе часто называют кодами Хагельбергера.
Л. М. Финком были всесторонне исследованы многие вопросы теории приёма сигналов в каналах со случайными параметрами. Для каналов с неопределенной фазой сигналов он исследовал приём М-позиционных ортогональных сигналов, рассмотрел приём таких сигналов в каналах с гладкими рэлеевскими замираниями с использованием разнесённого и одинарного приёма. Для систем двукратного разнесённого приёма он исследовал влияние корреляции замираний в ветвях разнесения на помехоустойчивость приёма и показал, что это влияние незначительно.

### 1960-е годы
Ученики Л. М. Финка также выполнили важные исследования в области разнесённого приёма сигналов. Один из них, И. С. Андронов, в 1964—1966 годах исследовал помехоустойчивость разнесённого приёма различных сигналов при когерентном и некогерентном сложениях. Им же были проведены первые исследования помехоустойчивости систем разнесённого приёма сигналов в случае, когда замирания в ветвях разнесения происходят по закону Райса, а также когда в каждой ветви разнесёния с определенной точностью осуществляются измерения интенсивности и фазы принимаемых сигналов. Совместно Л. М. Финком и И. С. Андроновым была написана одна из наиболее полных в мировой технической литературе книг по теории систем разнесённого приёма, в которой представлены результаты исследований в этой области, полученные до 1969 года.
Л. М. Финка интересовали не только вопросы передачи и приёма сообщений, но и общие вопросы радиотехники, в частности теория сигналов. В 1966 году им была опубликована в журнале «Проблемы передачи информации» статья, в которой установлены изящные соотношения между спектром и мгновенной частотой сигнала .

### 1970-е годы
С 1970 году творческая работа Л. М. Финка продолжается в ЛЭИС имени М. А. Бонч-Бруевича. Помимо чтения лекций он активно ведет научные исследования и пишет новые книги.
В центре его интересов в этот период оказывается теория кодирования. Вместе со своим учеником В. И. Коржиком в 1975 году он выпускает книгу «Помехоустойчивое кодирование дискретных сообщений в каналах со случайной структурой», в которой развивается системный подход к проектированию систем связи. При этом выбор и оптимизация модема и кодека рассматривались как единая задача. В книге исследовались также вопросы кодирования в каналах с обратной связью и в векторных каналах связи.
В 1978 году в издательстве «Связь» была опубликована весьма интересная книга по теории связи исторического характера «Сигналы, помехи, ошибки…» Л. М. Финка. В этой оригинальной и поучительной книге дан своеобразный анализ нетривиальных парадоксов и ошибок крупных учёных в разные годы. Ему удалось показать, что процесс познания является напряжённым и мучительным путём поиска истины, в котором участвуют учёные разных стран. Этот поиск ведется коллективно и непрерывно, нужны годы, чтобы то, над чем работают учёные, превратилось в утверждение, которое воспринимается всеми как истина.

### 1980-е годы
В 1981 году вышла последняя, единственная в своем роде, научная книга Л. М. Финка, написанная совместно с ленинградскими учёными В. И. Коржиком и К. Н. Щелкуновым, — справочник «Расчёт помехоустойчивости систем передачи дискретных сообщений». Этот справочник подводил итог более чем 30-летнему развитию теории потенциальной помехоустойчивости и отражал основные результаты теории оптимального приёма дискретных сигналов в разных каналах связи, полученные к 1980 г.
В 1980-х годах Л. М. Финк принимает активное участие в создании системы высококачественного многопрограммного стереофонического цифрового радиовещания (ЦРВ) в диапазоне метровых волн. К решению этой проблемы были привлечены ведущие специалисты Всесоюзного научно-исследовательского института радиовещательного приёма и акустики им. А. С. Попова (ИРПА), Всесоюзного научно-исследовательского института телевидения и радиовещания, НИИР, ЛЭИС и МЭИС. Участие в этих работах Л. М. Финка определило лабораторию передачи дискретной информации ЛЭИС (ЛПДИ) как «мозговой центр» данной разработки. Уже в 1983 году в Ленинграде была организована опытная зона цифрового радиовещания, и в том же году получены первые авторские свидетельства на способы и устройства формирования сигналов ЦРВ.
Вопреки мнению многих специалистов в области звукового вещания, специалистами ЛПДИ было предложено использовать в системе ЦРВ многочастотный сигнал с ортогональным разделением, двукратную фазоразностную модуляцию и мощные каскадные коды с глубоким перемежением символов. На такую систему Л. М. Финком совместно со специалистами ИРПА (В. М. Колесников и М. У. Банк) и ЛПДИ (М. Я. Лесман и Ю. Б. Окунев) было получено авторское свидетельство на изобретение. В последней статье Л. М. Финка «Проблемы формирования сигналов в системе цифрового радиовещания», через год после его кончины опубликованной в соавторстве с М. Я. Лесманом и Ю. Б. Окуневым в журнале «Электросвязь» (1989. № 10), были показаны важные технические достоинства такой системы ЦРВ.
В те же годы вопрос о выборе системы ЦРВ изучался ведущими инженерами и учёными европейских стран, разрабатывающих в Европейском институте телекоммуникационных стандартов (ETSI) систему цифрового звукового вещания. Они пришли к аналогичному техническому решению, которое воплотилось в системе Digital Audio Broadcasting (DAB), принятой в настоящее время для внедрения всеми европейскими странами, включая Россию и страны СНГ. К сожалению, на разработку системы DAB идеи отечественных учёных влияния не оказали, так как по существовавшим в те годы в СССР политическим мотивам контакты наших и зарубежных учёных были ограниченны. Поэтому советские специалисты не имели возможности участвовать в разработке этой системы в рамках международной кооперации.
Одна из последних научных работ Л. М. Финка была посвящена повышению помехоустойчивости передачи дискретных сообщений по коммутируемым каналам большой протяженности. Лев Матвеевич с увлечением разрабатывал оригинальные алгоритмы функционирования систем передачи информации с обратной связью, исследовал эффективность различных алгоритмов кодирования и декодирования, включая разработанные им методы стохастического кодирования.
Последняя книга Л. М. Финка вышла за месяц до его кончины («Папа, мама, я и микрокалькулятор». Связь. 1988) и была обращена к совсем юным читателям, которым он стремился передать свои знания и опыт.

## Основные публикации
- Финк Л. М. Элементы теории радиотелеграфной связи : дисс… д. т. н. / ВКАС. — Л., 1958.
- Финк Л. М. Теория передачи дискретных сообщений. — М.: Сов. радио, 1963,1970.
- Андронов И. С., Финк Л. М. Передача дискретных сообщений по параллельным каналам. — М.: Советское радио, 1971.
- Финк Л. М., Коржик В. И. Помехоустойчивое кодирование дискретных сообщений в каналах со случайной структурой. — М.: Связь, 1975.
- Финк Л. М. Перемножители сигналов и их использование в функциональных узлах аппаратуры связи : учеб. пособие / ЛЭИС. — Л., 1976.
- Финк Л. М. Сигналы, помехи, ошибки... Заметки о некоторых неожиданностях, парадоксах и заблуждениях в теории связи. — М.: Радио и связь, 1978, 1984.
- Финк Л. М., Коржик В. И. и др. Расчёт помехоустойчивости систем передачи дискретных сообщений : справочник / под ред. Л. М. Финка. — М.: Радио и связь, 1981.
- Финк Л. М. Папа, мама, я и микрокалькулятор. — М.: Радио и связь, 1988.